# Acritodon nephophilus
Acritodon nephophilus là một loài rêu thuộc họ Hypnaceae. Đây là loài duy nhất thuộc chi Acritodon. Đây là loài đặc hữu của México. Môi trường sống tự nhiên của chúng là rừng ẩm vùng đất thấp nhiệt đới hoặc cận nhiệt đới. Chúng hiện đang bị đe dọa vì mất môi trường sống.